# Кріс Кларк (хокеїст)
Кріс Кларк (англ. Chris Clark; нар. 8 березня 1976, Сауз Віндзор) — американський хокеїст, що грав на позиції крайнього нападника. Грав за збірну команду США.
Провів понад 600 матчів у Національній хокейній лізі.

## Ігрова кар'єра
Хокейну кар'єру розпочав 1994 року.
1994 року був обраний на драфті НХЛ під 77-м загальним номером командою «Калгарі Флеймс». 
Протягом професійної клубної ігрової кар'єри, що тривала 14 років, захищав кольори команд «Калгарі Флеймс», «Вашингтон Кепіталс» (капітан клубу з 2006 по 2009 роки), «Колумбус Блю-Джекетс», «Берн» та «Сторгамар Дрегонс».
Загалом провів 641 матч у НХЛ, включаючи 34 гри плей-оф Кубка Стенлі.
Виступав за збірну США, провів 13 ігор в її складі.

## Інше
Після завершення кар'єри гравця один із тренерів клубу НХЛ «Колумбус Блю-Джекетс».

## Нагороди та досягнення
- Володар Кубка Колдера в складі «Сент-Джон Флеймс» — 2001.

## Статистика

### Клубні виступи
| Сезон        | Клуб                   | Ліга         | Регулярний сезон | Регулярний сезон | Регулярний сезон | Регулярний сезон | Регулярний сезон | Плей-оф | Плей-оф | Плей-оф | Плей-оф | Плей-оф |
| Сезон        | Клуб                   | Ліга         | І                | Г                | П                | О                | ШХ               | І       | Г       | П       | О       | ШХ      |
| ------------ | ---------------------- | ------------ | ---------------- | ---------------- | ---------------- | ---------------- | ---------------- | ------- | ------- | ------- | ------- | ------- |
| 1994–95      | Університет Кларксон   | НКАА         | 32               | 12               | 11               | 23               | 92               | —       | —       | —       | —       | —       |
| 1995–96      | Університет Кларксон   | НКАА         | 38               | 10               | 8                | 18               | 106              | —       | —       | —       | —       | —       |
| 1996–97      | Університет Кларксон   | НКАА         | 37               | 23               | 25               | 48               | 86               | —       | —       | —       | —       | —       |
| 1997–98      | Університет Кларксон   | НКАА         | 35               | 18               | 21               | 39               | 106              | —       | —       | —       | —       | —       |
| 1998–99      | «Сент-Джон Флеймс»     | АХЛ          | 73               | 13               | 27               | 40               | 123              | 7       | 2       | 4       | 6       | 15      |
| 1999–00      | «Сент-Джон Флеймс»     | АХЛ          | 48               | 16               | 17               | 33               | 134              | —       | —       | —       | —       | —       |
| 1999–00      | «Калгарі Флеймс»       | НХЛ          | 22               | 0                | 1                | 1                | 14               | —       | —       | —       | —       | —       |
| 2000–01      | «Сент-Джон Флеймс»     | АХЛ          | 48               | 18               | 17               | 35               | 131              | 18      | 4       | 10      | 14      | 39      |
| 2000–01      | «Калгарі Флеймс»       | НХЛ          | 29               | 5                | 1                | 6                | 38               | —       | —       | —       | —       | —       |
| 2001–02      | «Калгарі Флеймс»       | НХЛ          | 64               | 10               | 7                | 17               | 79               | —       | —       | —       | —       | —       |
| 2002–03      | «Калгарі Флеймс»       | НХЛ          | 81               | 10               | 12               | 22               | 126              | —       | —       | —       | —       | —       |
| 2003–04      | «Калгарі Флеймс»       | НХЛ          | 82               | 10               | 15               | 25               | 106              | 26      | 3       | 3       | 6       | 30      |
| 2004–05      | «Берн»                 | НЛА          | 3                | 0                | 0                | 0                | 6                | —       | —       | —       | —       | —       |
| 2004–05      | «Сторгамар Дрегонс»    | ГЕТ          | 15               | 10               | 4                | 14               | 86               | 7       | 4       | 4       | 8       | 14      |
| 2005–06      | «Вашингтон Кепіталс»   | НХЛ          | 78               | 20               | 19               | 39               | 110              | —       | —       | —       | —       | —       |
| 2006–07      | «Вашингтон Кепіталс»   | НХЛ          | 74               | 30               | 24               | 54               | 66               | —       | —       | —       | —       | —       |
| 2007–08      | «Вашингтон Кепіталс»   | НХЛ          | 18               | 5                | 4                | 9                | 43               | —       | —       | —       | —       | —       |
| 2008–09      | «Вашингтон Кепіталс»   | НХЛ          | 32               | 1                | 5                | 6                | 32               | 8       | 1       | 0       | 1       | 8       |
| 2009–10      | «Вашингтон Кепіталс»   | НХЛ          | 38               | 4                | 11               | 15               | 27               | —       | —       | —       | —       | —       |
| 2009–10      | «Колумбус Блю-Джекетс» | НХЛ          | 36               | 3                | 2                | 5                | 21               | —       | —       | —       | —       | —       |
| 2010–11      | «Колумбус Блю-Джекетс» | НХЛ          | 53               | 5                | 10               | 15               | 38               | —       | —       | —       | —       | —       |
| 2011–12      | «Провіденс Брюїнс»     | АХЛ          | 6                | 0                | 0                | 0                | 4                | —       | —       | —       | —       | —       |
| Усього в НХЛ | Усього в НХЛ           | Усього в НХЛ | 607              | 103              | 111              | 214              | 700              | 34      | 4       | 3       | 7       | 38      |

### Збірна
| Рік                | Команда            | Турнір             | Місце              | І  | Г | П | О | ШХ |
| ------------------ | ------------------ | ------------------ | ------------------ | -- | - | - | - | -- |
| 2002               | США                | ЧС                 | 7-е                | 7  | 2 | 0 | 2 | 6  |
| 2007               | США                | ЧС                 | 5-е                | 6  | 2 | 1 | 3 | 4  |
| Національна збірна | Національна збірна | Національна збірна | Національна збірна | 13 | 4 | 1 | 5 | 10 |